# Konrad III. von Hohenrechberg
Konrad III. von Hohenrechberg († 1. September 1526) war von 1480 bis 1526 der 34. Abt von Einsiedeln.

## Leben

Wappen derer von Rechberg

Konrad war Neffe des Abtes Franz und Vetter des Abtes Gerold und trat bereits 1454 mit 14 Jahren dem Kloster bei. Er arbeitete mitunter als Pfleger des Gotteshauses unter dem vorherigen Abt. Durch diese Erfahrung wurde er 14 Tage nach dem Ableben Gerolds zum Abt gewählt.
Der Wiederaufbau der Kirche nach dem Brand im Jahr 1465 ging nur sehr langsam vonstatten und wurde von Hans Niesenberger als Baumeister betreut. Weiter beeinträchtigt wurde der Bau durch schwere Hagelschläge im Jahr 1475 und 1477, die in Einsiedeln starken Schaden an den Stiftsbesitzungen ausübten.
Abt Konrad musste sich auch mit weiteren Streitereien auseinandersetzen, allem voran mit Finanzierungsfragen. Konrad hielt sich öfters in St. Gerold auf und zog ab 1490 für längere Zeit dorthin und setzte für Einsiedeln den Pfleger Barnabas von Mosax ein. Nach Barnabas Tod 1501 musste Abt Konrad wieder zurückkehren und die Verwaltung von Einsiedeln und St. Gerold selbst übernehmen.
Im März 1509 brach erneut ein Feuer in Einsiedeln aus und zerstörte einen Teil des Dorfes, aber auch das Münster des Klosters. Selbst für die geringsten Reparaturen musste der alternde Abt Schulden aufnehmen. Aufgrund des Alters und der nervlichen Belastung setzte Abt Konrad erneut eine Verwaltung über das Kloster ein. Der Pfleger Diebold von Geroldseck nahm schnell den Wiederaufbau des vernachlässigten Gotteshauses sowie der Münsterbauten in Angriff.
Bedeutend war die Entscheidung des Verwalters, Ulrich Zwingli die Leutprieststelle in Einsiedeln zu übertragen. Durch Zwinglis Stellung folgten weitere Geistliche mit ähnlichem reformatorischen Gedankengut in die Gegend. Dies hatte auch Auswirkungen auf die Wallfahrt, da Zwingli unter anderem als Prediger auf der Engelweihe 1522 erschien.
Aufgrund der mangelhaften Verwaltung und Freundschaft zu Zwingli überwarf sich der Verwalter Diebold mit den Schwyzern. Da Abt Konrad mit 86 Jahren kaum mehr die Geschäfte des Klosters übernehmen konnte, setzten die Schwyzer ab dem 20. Januar 1526 Martin von Kriens als Vermögensverwalter des Gotteshauses ein. Wenig Monate später wurde der St. Galler Mönch Ludwig Blarer von Wartensee als Abt des Klosters eingesetzt, während Konrad von seinem Amt zurücktrat. Abt Konrad starb am 1. September desselben Jahres.